# Blågrå fältmätare
Blågrå fältmätare (Entephria nobiliaria) är en fjärilsart som beskrevs av Herrich-Schäffer 1852. Blågrå fältmätare ingår i släktet Entephria och familjen mätare. Enligt den finländska rödlistan är arten sårbar i Finland. Arten är reproducerande i Sverige. Artens livsmiljö är fjällklippor, block- och stenmarker. Inga underarter finns listade i Catalogue of Life.